# シールドAI V-BAT
V-BAT
ドック型揚陸艦「カーター・ホール」の飛行甲板に着艦態勢のV-BAT
- 用途：無人航空機（UAV）
- 製造者： マーティンUAV（現シールドAI（英語版））
- 運用者

-  アメリカ合衆国（アメリカ海軍）
-  ウクライナ（ウクライナ軍）
-  日本（海上自衛隊）

- 運用状況：現役

シールドAI V-BAT（英語: Shield AI V-BAT）は、アメリカ合衆国のマーティンUAV（現シールドAI）が開発した垂直離着陸（VTOL）式無人航空機。では、アメリカ国防総省ではMQ-35Aの名称を付与している。

## 機体構成
V-BATは胴体後部に単発ダクテッドファンを搭載し、垂直離着陸性能により約3.6メートル四方の省スペースから離陸可能である。離陸後は垂直ホバリングモードまたは水平飛行モードに切り替えでき、事前にプログラミングされた飛行経路を自動飛行できる。
機体の組み立ては人員2名で30分以内に実施でき、梱包した状態でピックアップトラックやUH-60多用途ヘリコプターなどで輸送できる。
ペイロードは11.3キログラムあり、胴体前部に電気工学（EO）/中波長赤外線（MWIR）カメラを搭載、データリンクによってリアルタイムでの映像および画像送信でき、任務に応じた機材への交換も可能である。

## 採用国
アメリカ合衆国
- アメリカ陸軍[3]
- アメリカ海軍

 ウクライナ
2022年からのロシアによるウクライナ侵攻に伴い、アメリカ合衆国から供与を受ける。メーカーによれば、2024年8月から運用が開始され、ロシア軍の地対空ミサイルシステムの位置特定などに使用されているという。
- ウクライナ軍

 オランダ
2025年7月9日に、オランダ海軍及び海兵隊向けに8機を発注した。
- オランダ海軍
- オランダ海兵隊

 日本
2025年1月22日に海上自衛隊の小型無人航空機に選定されたことを発表。防衛省の2025年度予算案では、艦載型UAV（小型）として6機40億円での取得が明記されている。
- 海上自衛隊

## 性能諸元
出典: シールドAI V-BAT スペックシート
諸元
- 全長: 2.74 m (9 ft 0 in)
- 全高:
- 翼幅: 2.96 m (9 ft 9 in)
- 最大離陸重量: 57 kg (126 lb)
- 動力: TOA288 2ストロークEFI、    × 1

性能
- 最大速度: 157 km/h (85 kn)
- 巡航速度: 98 km/h (53 kn)
- 航続距離: 130 km (70 nmi)
- 実用上昇限度: 5,486.4 m (18,000 ft)